# Noed
Noed of  't Noed (Fries: De Noed) is een streek en poldergebied in de gemeente De Friese Meren, in de Nederlandse provincie Friesland. Noed ligt tussen Sint Nicolaasga en het Prinses Margrietkanaal. Het poldergebied werd in het verleden zowel Het Noedveld als t Noed genoemd, sinds de 21ste eeuw wordt het formeel Polder de Noedweg (Fries: Noedfjild) genoemd. De weg door het gebied heet kortweg Noed.
De Protestantse Gemeentes van Idskenhuizen, Tjerkgaast en Sint Nicolaasga fuseerden in 2011 tot PKN-gemeente Op 'e Noed. De naam is mede afgeleid van het feit dat Noed het geografische middelpunt vormde van de drie dorpen. Lokaal zegt men ook dat men op 'e Noed woont in plaats van 'in'. De oudste vermelding van Noed dateert van 1543. De naam zou verwijzen naar een risicovol gebied.
In de streek heeft enige tijd een school gestaan, in 1890 werd daartoe een schuur voor omgebouwd zodat deze in 1891 kon worden geopend.